# Mosor
Mosor este o arie protejată (sit de importanță comunitară — SCI) din Croația întinsă pe o suprafață de 17.008,59 ha, integral pe uscat.

## Localizare
Centrul sitului Mosor este situat la coordonatele 43°30′49″N 16°39′27″E / 43.513475°N 16.657576°E.

## Înființare
Situl Mosor a fost declarat sit de importanță comunitară în iulie 2013 pentru a proteja 7 specii de animale.

## Biodiversitate
Situată în ecoregiunea mediteraneană, aria protejată conține 5 habitate naturale: Pajiști uscate din regiunea submediteraneeană estică (Scorzoneratalia villosae), Peșteri inaccesibile publicului, Pajiști carstice calcaroase sau bazofile, de Alysso-Sedion albi, Pante stâncoase calcaroase cu vegetație casmofită, Grohotișuri est-mediteraneene.
La baza desemnării sitului se află mai multe specii protejate:
- amfibieni (2): izvoraș-cu-burta-galbenă (Bombina variegata), proteu de peșteră (Proteus anguinus)
- mamifere (2): lupul (Canis lupus), Dinaromys bogdanovi
- nevertebrate (1): rădașcă (Lucanus cervus)
- reptile (2): lacerta mosorensis (Dinarolacerta mosorensis), Elaphe situla

Pe lângă speciile protejate, pe teritoriul sitului au mai fost identificate 8 specii de plante.